# Rissoina cerrosensis
Rissoina cerrosensis är en snäckart som beskrevs av Bartsch 1915. Rissoina cerrosensis ingår i släktet Rissoina och familjen Rissoidae. Inga underarter finns listade i Catalogue of Life.